# Casa Mateu Brujas
La Casa Mateu Brujas és una obra eclèctica de Sabadell (Vallès Occidental) protegida com a Bé Cultural d'Interès Local.

## Descripció
Casal situat en una parcel·la cantonera i consta de planta baixa, pis i golfes. Presenta un espaiós jardí lateral. Té dues façanes importants, si bé una no dona al carrer si que és visible des d'aquest. La façana principal és de composició simètrica i està ornamentada amb elements neoclassicistes, trencaaigües i pilastres embegudes que emmarquen les obertures. L'altra façana té el mateix nivell de tractament i un terrat, a l'altura de la primera planta, que s'aboca al jardí protegit per una balustrada de pedra.